# ایرتایت گیمز
ایرتایت گیمز (انگلیسی: Airtight Games) شرکت بازی ویدئویی آمریکایی است، که در سال ۲۰۰۴ تأسیس شد.